# Xã Wilbur, Quận Brule, Nam Dakota
Xã Wilbur (tiếng Anh: Wilbur Township) là một xã thuộc quận Brule, tiểu bang Nam Dakota, Hoa Kỳ. Năm 2010, dân số của xã này là 53 người.